# Richard Petty's Talladega
Richard Petty's Talladega (posteriormente reeditado como Talladega) es un videojuego de carreras protagonizado por Richard Petty y Talladega Superspeedway. Fue publicado por Cosmi en 1984 para ordenadores Atari de 8 bits. En 1985 se lanzó un port de Commodore 64. Es el primer videojuego doméstico que presenta corredores de NASCAR.

## Jugabilidad
El jugador compite contra "El Rey" y otros dieciocho pilotos profesionales. Debe mantener el coche mediante paradas estratégicas en boxes tras la clasificación. Los vehículos del juego pueden alcanzar 402 km/h (250 millas por hora) sin turbo y 473 km/h (294 millas por hora) con turbo.
Los jugadores que no clasifiquen no podrán participar en esa carrera, pero podrán recibir los resultados y tener la oportunidad de clasificarse para la siguiente. La carrera termina si el jugador sufre un accidente, se queda sin gasolina, pincha una llanta o termina la carrera.

## Recepción
Un usuario de Commodore comentó que el juego era similar a Pole Position y Pitstop. Consideraron que los elementos estratégicos del juego lo hacían interesante, pero que el inicio lento era un punto débil. También criticaron el juego por ser demasiado largo y dijeron que no tenían ni idea de quién era Richard Petty. El juego recibió una calificación de 4/5.
Zzap!64 consideró que los gráficos eran "de mal gusto" y el sonido "irritante", pero la jugabilidad resultó ser "adictiva". La presentación les pareció inferior a la de Pitstop II. El juego recibió una calificación del 69%.
Zzap volvió a analizar el juego unos meses después en un artículo sobre juegos de carreras. A Julian Rignall no le impresionaron los gráficos parpadeantes ni el sonido bastante flojo, pero dijo que el juego era bastante adictivo y desafiante, aunque no tan bueno como Speed King o Pitstop II. En esta ocasión, recibió una calificación general del 64%.